# Stefan Lassen
Stefan Lassen, född den 1 november 1985 i Herning, är en dansk professionell ishockeyspelare som spelar för Almtuna i Hockeyallsvenskan. Han har tidigare spelat i Sverige för Leksands IF, Djurgårdens IF och Malmö Redhawks.
Lassen har spelat i det danska landslaget sedan 2006 och dessförinnan i både landets U18- och U20-landslag.
Lassen har en dotter och en son tillsammans med svenska fotbollsspelaren Josefine Öqvist.

## Klubbar
- Herning IK (2002–2004, 2005–2009)
- Frederikshavn White Hawks (2004–2005)
- Leksands IF (2009–2010)
- Djurgårdens IF (2010–2011)
- Malmö Redhawks (2011–2013)
- Graz 99ers (2013-2015)
- Pelicans (2015-)

### Webbkällor
- ”Stefan Lassen” (på engelska). Eliteprospects.com. http://www.eliteprospects.com/player.php?player=12502. Läst 18 december 2014.

1. ↑  International Ice Hockey Federation, läs online, läst: 24 augusti 2023.[källa från Wikidata]
2. ↑  Elite Prospects.[källa från Wikidata]
3. ↑  Eurohockey.com, Eurohockey.com spelar-ID: 58416, läst: 25 april 2022.[källa från Wikidata]